# Ángel Castillo
Ángel de Jesús Castillo Enríquez (Maracay, Aragua, Venezuela; 18 de abril de 1957) es un exfutbolista venezolano que jugaba como delantero y su último equipo fue el Deportivo Italia de la Primera División de Venezuela. Participó con Venezuela en los Juegos Olímpicos de Moscú de 1980.

## Carrera
Castillo jugó toda su vida en Venezuela, específicamente en el Valencia (1978-87) y Deportivo Italia (1988-89).

## Selección nacional
Debutó con Venezuela en la Copa América 1979 donde jugó tres partidos, dos como titular. Posteriormente dos partidos más en la Clasificación de Conmebol para la Copa Mundial de Fútbol de 1982.

### Participaciones en Juegos Olímpicos
| Torneo                   | Sede  | Resultado    |
| ------------------------ | ----- | ------------ |
| Juegos Olímpicos de 1980 | Moscú | Primera fase |